# 국가디지털콘텐츠식별체계
국가표준 디지털콘텐츠식별체계(Universal Content Identifier, UCI)는 디지털 콘텐츠에 코드를 부여하여 관리하는 체계 또는 식별체계 간의 연계표준이다.
디지털 콘텐츠는 기존의 아날로그적 콘텐츠를 디지털화 한 것이다. 문자, 음성, 음향, 이미지, 그리고 영상과 같은 콘텐츠를 디지털의 형식으로 제작 혹은 가공한 것이다. 온라인의 모든 콘텐츠에 고유의 식별자를 부여하는 한국형 URN(Uniform Resource Name) 식별체계로서 식별체계 구성요소인 구문구조, UCI 메타데이터, 운영절차, 운영시스템의 네 요소가 서로 유기적으로 결합된 체계이다. URN은 정보자원을 위치와 관계없이 식별하고 영구적으로 참조할 수 있는 세부 항목으로 구성되어 있으며 한국저작권위원회가 UCI 총괄기구로서 국가표준 디지털콘텐츠식별체계(UCI) 사업을 운영하고 있다.
UCI는 전자출판물, 디지털음원, 이미지 등 다양한 분야에 적용되고 있으며, 국가기록원, 한국전자출판협회, 한국음반산업협회, 천재교육 등 총 36곳의 공공 및 민간기관이 UCI 등록관리기관으로 지정되어 디지털 콘텐츠 유통에 적용하고 있다. UCI를 발급하고자 하는 기관이나 개인은 한국저작권위원회의 UCI 총괄기구에 신청하면 절차에 따라 UCI를 받아 적용할 수 있다.

## 추진 경과
- 2008년 1월 : URN 기반의 국가표준식별체계로 UCI 인정
- 2009년 4월 : UCI 총괄기구 및 시스템을 한국정보화진흥원(NIA)에서 한국콘텐츠진흥원(KOCCA)으로 이전
- 2010년 3월 : 국가정보화전략위원회에서 공공정보 품질제고 방안으로 UCI 채택
- 2011년 11월 : 국가지식정보의 신가치 창출을 위한 중장기 국가지식정보자원 관리계획 3단계의 주요 정책과제로 UCI 보급 확대 내용 반영
- 2012년 1월 : 콘텐츠식별체계 확립 보급에 관한 준칙 고시 (문화체육관광부 고시 제2012-1호)
- 2012년 2월 : UCI 총괄기구 및 시스템을 한국콘텐츠진흥원(KOCCA)에서 한국저작권위원회(KCC)로 이전
- 2013년 11월 : 국내 디지털음원 분야 UCI 식별체계 전면도입 및 운영
- 2014년 11월 : 개인 창작자 및 중소기업 대상 ‘UCI 발급시스템’ 구축 및 운영

## 같이 보기
- 한국저작권위원회(KCC)
- 한국콘텐츠진흥원(KOCCA)
- URN